# Walt Koken
Walt Koken (* 9. Oktober 1946 in Columbia, Missouri) ist ein US-amerikanischer Banjo- und Fiddlespieler und Sänger, der wesentlich zum amerikanischen Revival der Old-Time Music in den 1960er Jahren beitrug.

## Wirken
Koken begann Ende der 1950er Jahre Banjo zu spielen, wobei er den Clawhammer-Stil pflegte, bei dem die Saiten des Banjos mit den Fingerrücken abwärts angerissen werden. Seit Mitte der 1960er Jahre war er Mitglied der Busted Toe Mudthumpers mit George Dorian (Fiddle), Marty Lebenson (Maultrommel), Jeff Thorn, John Coster oder Bob Pine (Gitarre) und Larry Marshall (Banjo). Die Gruppe tourte 1968 durch Kanada und die Region San Francisco, bis Pine und Dorian bei einem Autounfall ums Leben kamen.
Darauf ging Koken nach Kalifornien und gründete dort 1970 mit Mac Benford und Bob Potts die Fat City String Band, mit der er eine Tournee an der Ostküste der Vereinigten Staaten unternahm. 1971 gründete er in Ithaca mit Doug Dorschug und Jennifer Cleland die Mudthumpers neu. In den 1990er Jahren begann Koken seine Musik aufzunehmen – nach langer Pause erschien 1994 das Album Banjonique bei Rounder – und gründete das Label Mudthumper Music. 2001 lernte er Clara Milliner kennen, und mit ihr und den Gitarristen und Banjospielern Kellie Allen und Pete Peterson gründete er Orpheus Supertone. In der Milliner – Koken Collection of American Fiddle Tunes veröffentlichte er gemeinsam mit Clare Milliner über 1400 traditionelle Stücke für die Fiddle. 2012 erschien das Album Sittin’ in the Catbird’s Seat. Auch veröffentlichte er die DVD Slo-Mo Banjo, die einen Überblick über seine Spieltechniken gibt.

## Schriften
- Clare Milliner & Walt Koken: The Milliner-Koken Collection of American Fiddle Tunes. Kennett Square, PA: Mudthumper Music, 2011.